# Parafia św. Macieja Apostoła w Bielanach
Parafia pw. św. Macieja Apostoła w Bielanach – parafia rzymskokatolicka znajdująca się w Bielanach. Należy do dekanatu Jawiszowice diecezji bielsko-żywieckiej.